# USS Pensacola (LSD-38)
USS Pensacola (LSD-38) це колишній десантний транспорт-док ВМС США. Що є четвертим кораблем американського флоту, названим на честь міста Пенсакола, Флорида . 
Його побудовали на верфі Fore River Shipyard в Квінсі, штат Массачусетс, і ввели в експлуатацію в 1971 році.

## Історія служби
Влітку 1995 року USS Pensacola (LSD-38) доставляв  в Україну підрозділ Корпусу Морської піхоти США на перші спільні з ВМС ЗС України  українсько-американське військове навчання за участю «Миротворча місія морської піхоти – 95», які відбулися провели 25-28 липня 1995 року на загальновійськовому полігоні «Широкий лан» у Миколаївській області.
Під час розгортання в 1996 році допомагав в евакуації цивільних з Албанії. Упродовж 1999 року забезпечував операцію в Косово.

## Подальша служба у складі флоту  Республіки Китай
USS Pensacola (LSD-38) завершив службу на американському флоті в 1999 році і згодом переданий ВМС Республіки Китай (ROCN) де отримав нове іменування ROCS Hsu Hai (LSD-193).